# Lista comunelor din Kosovo
Comuna (albaneză komuna, sârbă општина, cu alfabetul latin: opština) este principala diviziune administrativă în Kosovo. Statul kosovar are în total 38 de comune.

## Lista comunelor

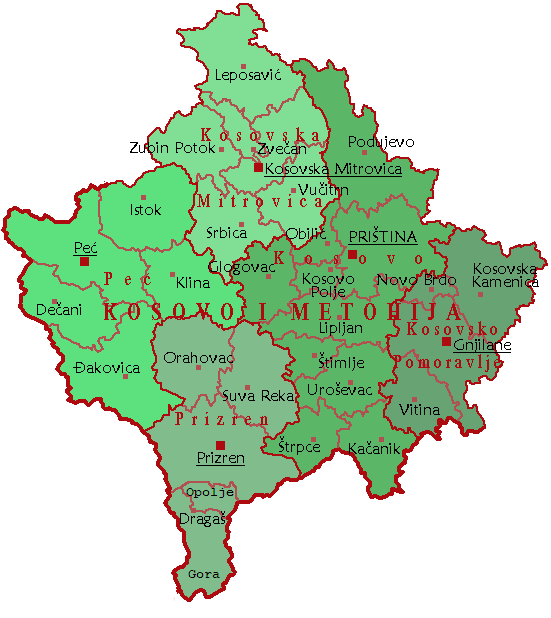
Districtele şi comunele din Kosovo

Primul nume este în sârbă, al doilea în albaneză:
- Dečani / Deçani
- Dragaš / Dragash
- Đakovica / Gjakova
- Glogovac / Gllogovci
- Gnjilane / Gjilan
- Istok / Istog
- Kačanik / Kaçanik
- Klina / Klina
- Kosovo Polje / Fushë Kosova
- Kosovska Kamenica / Kamenica
- Kosovska Mitrovica / Mitrovica
- Leposavić / Leposaviq
- Lipljan / Lipjan
- Mališevo / Malisheva
- Novo Brdo / Novobërda
- Obilić / Obiliq
- Orahovac / Rahovec
- Peć / Peja
- Podujevo / Podujeva
- Priština / Prishtina
- Prizren / Prizren
- Srbica / Skënderaj
- Štimlje / Shtime
- Štrpce / Shtërpcë
- Suva Reka / Suhareka
- Uroševac / Ferizaj
- Vitina / Viti
- Vučitrn / Vushtrri
- Zubin Potok  / Zubin Potok
- Zvečan  / Zveçan

Municipiile Leposavić, Zubin Potok și Zvečan din nordul provinciei Kosovo, au fiecare o populație majoritară sârbă, constituind peste 90% din numărul total de locuitori. Restul municipiilor au o majoritate albaneză foarte substanțială, cu excepția municipiului Štrpce în sud, care are o majoritate sârbă.
| Municipiul (albaneză: komuna, sârbă: opština / општина) este o unitate administrativă în Kosovo Primul nume este în albaneză și al doilea în limba sârbă | Municipiul (albaneză: komuna, sârbă: opština / општина) este o unitate administrativă în Kosovo Primul nume este în albaneză și al doilea în limba sârbă | Municipiul (albaneză: komuna, sârbă: opština / општина) este o unitate administrativă în Kosovo Primul nume este în albaneză și al doilea în limba sârbă | Municipiul (albaneză: komuna, sârbă: opština / општина) este o unitate administrativă în Kosovo Primul nume este în albaneză și al doilea în limba sârbă |
| --- | --- | --- | --- |
| Harta municipiilor din provincia Kosovo | 01. Deçan / Dečani | 11. Albanik / Leposavić | 21. Prizren |
| Harta municipiilor din provincia Kosovo | 02. Dragash / Dragaš | 12. Lipjan / Lipljan | 22. Skënderaj / Srbica |
| Harta municipiilor din provincia Kosovo | 03. Gjakovë / Đakovica | 13. Malishevë / Mališevo | 23. Shtërpcë / Štrpce |
| Harta municipiilor din provincia Kosovo | 04. Gllogovc / Glogovac | 14. Mitrovicë / Kosovska Mitrovica | 24. Shtime / Štimlje |
| Harta municipiilor din provincia Kosovo | 05. Gjilan / Gnjilane | 15. Novobërdë / Novo Brdo | 25. Suharekë / Suva Reka |
| Harta municipiilor din provincia Kosovo | 06. Burim / Istok | 16. Kastriot / Obilić | 26. Ferizaj / Uroševac |
| Harta municipiilor din provincia Kosovo | 07. Kaçanik / Kačanik | 17. Rahovec / Orahovac | 27. Viti / Vitina |
| Harta municipiilor din provincia Kosovo | 08. Kamenicë / Kosovska Kamenica | 18. Pejë / Peć | 28. Vushtrri / Vučitrn |
| Harta municipiilor din provincia Kosovo | 09. Klinë / Klina | 19. Podujevë / Podujevo | 29. Zubin Potok |
| Harta municipiilor din provincia Kosovo | 10. Fushë Kosovë / Kosovo Polje | 20. Prishtinë / Priština | 30. Zveçan / Zvečan |
| Sursa: OSCE - Regulamentul UNMIK 2000/43: albaneză, sârbă PDF                                                                                            | | | |